# أكنا (إلهة)
أَكنا (بالإنجليزية: Akna)‏، في أساطير الإسكيمو، معنى الكلمة «الأم» وهي ربة الولادة عند الإسكيمو والخُصوبة.